# Suita
Suita [z fr. następstwo, kolejność] – cykliczny utwór instrumentalny złożony z kilku samodzielnych części o charakterze tanecznym.
Początki suity można znaleźć w muzyce renesansu, jednak rozwinęła się ona dopiero w baroku, ukształtowana przez klawesynistów francuskich. W różnych postaciach przetrwała do XX wieku.
1. Suita barokowa lub partita – szereg tańców, zwykle w następującej kolejności: allemande, courante, sarabanda i gigue, często jednak rozszerzana o inne tańce (np. passepied, menuet, gawot) lub ustępy nietaneczne (np. burleska, scherzo, aria, sinfonia). Zobacz muzyczne formy taneczne.
2. Suita romantyczna – najczęściej szereg miniatur połączonych treścią programową lub zbiór fragmentów muzycznych pochodzących z baletu albo opery.
3. Suita rockowa – długi utwór rockowy (lub kilka połączonych utworów), zwykle z gatunku rocka progresywnego lub symfonicznego, składający się w większej części z krótszych fragmentów mniej lub bardziej spójnych stylistycznie. Jest zwykle utworem tematycznym.

## Przykłady suit

### wbaroku
- Jan Sebastian Bach
  - Cztery suity orkiestrowe: C-dur BWV 1066, h-moll BWV 1067, D-dur BWV 1068, D-dur, BWV 1069[a]
  - Sześć suit angielskich na klawesyn, BWV 807-811
  - Sześć suit francuskich na klawesyn, BWV 812-817
  - Sześć partit na klawesyn, BWV 825–830
  - Sześć suit na wiolonczelę solo, BWV 1007-1012
  - Trzy partity na skrzypce solo: b-moll BWV 1002, d-moll BWV 1004, E-dur BWV 1006
- Georg Friedrich Händel
  - 8 Suites de Pièces pour le Clavecin (8 Suit klawesynowych) HWV 426–433
  - 9 Suites de Pièces pour le Clavecin (9 Suit klawesynowych) HWV 434–442
  - Water Music – trzy suity orkiestrowe: F-dur HWV 348, D-dur HWV 349, G-dur HWV 350
  - Music for the Royal Fireworks – HWV 351
- Georg Philipp Telemann
  - Die Wassermusik – suita C-dur, TWV 55:C3
  - Trzy suity z Musique de table: e-moll TWV 55:e1, D-dur TWV 55:D1, B-dur TWV 55:B1
- Georg Muffat
  - Florilegium Primum – 7 Suit orkiestrowych (Augsburg, 1695)
  - Florilegium Secundum – 8 Suit orkiestrowych (Pasawa, 1698)

### w muzyceromantycznej
- Piotr Czajkowski – Suita z muzyki do baletu Dziadek do orzechów
- Edvard Grieg – Peer Gynt – dwie suity z muzyki do dramatu Henryka Ibsena

### w muzyceimpresjonistycznej
- Claude Debussy – Suita bergamaska (Suite bergamasque, 1888)
- Maurice Ravel – Nagrobek Couperina (Le Tombeau de Couperin, 1917)

### suityrockowe
- Armia – Ultima Thule 2005
- Budka Suflera – Szalony koń 1975
- Emerson, Lake & Palmer – Tarkus 1971
- Exodus – Ten najpiękniejszy dzień 1980
- Edge of Sanity – Crimson 1996, Crimson 2003
- Frank Zappa – Lumpy Gravy 1968
- Green Day – Homecoming 2004
- Genesis – Supper’s Ready 1972
- Jethro Tull – Thick as a Brick 1972, A Passion Play 1973
- King Crimson – In the Court of the Crimson King 1969, Lizard 1970
- Marillion – Grendel 1982
- Mike Oldfield – Tubular Bells 1973, Ommadawn 1975
- Pink Floyd – Atom Heart Mother 1970
- Rick Wakeman – The Six Wives of Henry VIII 1972
- Riverside – Second Life Syndrome 2005
- Skaldowie – Krywaniu, Krywaniu 1972
- Skaldowie – Stworzenia świata część druga 1976
- Skaldowie – Podróż magiczna  1978
- Appleseed – Broken Lifeforms (Three Little Gates) 2006
- The Beatles – Abbey Road Medley (druga strona albumu Abbey Road) 1968
- Yes – Close to the Edge 1972, Tales from Topographic Oceans 1973
- Museo Rosenbach – Zarathustra 1973 (pięcioczęściowy utwór tytułowy)
- Rush – 2112 1976 (siedmioczęściowy utwór tytułowy)
- Dream Theater – Six Degrees of Inner Turbulence 2002 (ośmioczęściowy utwór tytułowy)
- Wings – Venus and Mars 1975
- Iron Maiden – Rime of the Ancient Mariner 1984

### wmuzyce elektronicznej
- Jean-Michel Jarre – Rendez-Vous 1986, Équinoxe 1977, Oxygène 1976, Oxygene 7-13 1997, Magnetic Fields 1981, Music for Supermarkets 1983, Chronologie 1993, Waiting for Cousteau (47-minutowy utwór tytułowy) 1990, „Calypso 1-3” (22-minutowy utwór z albumu Waiting for Cousteau) 1990
- Kraftwerk – Autobahn (22-minutowy utwór tytułowy) 1974, „Ananas Symphonie” (13-minutowy utwór z albumu Ralf und Florian) 1973, „Kling Klang” (17-minutowy utwór z albumu Kraftwerk 2) 1972
- Kitaro – Kojiki 1990
- Vangelis – Heaven and Hell 1975
- Marek Biliński – E≠mc² (21-minutowy utwór tytułowy) 1984
- Tangerine Dream – Sphinx Lightning (20-minutowy utwór z albumu Hyperborea) 1983, Phaedra (18-minutowy utwór tytułowy) 1974, Force Majeure (18-minutowy utwór tytułowy) 1979, Mojave Plan (20-minutowy utwór z albumu White Eagle) 1982
- Przemysław Mieszko Rudź – Phantomology z albumu Summa Technologiae 2010, Island of the Universe z albumu Cosmological Tales 2010, Giant Leap for Mankind z albumu Self-replicating Intelligent Spawn 2010, Mystery Of ALH 84001 z albumu Cerulean Legacy 2011, Reminiscences from Beyond Infinity z albumu Unexplored Secrets of REM Sleep 2011, The Stratomusica Suite z albumu o tym samym tytule 2014, Back to the Labyrinth z albumu o tym samym tytule 2014, Follow the Ancestors' Path z albumu Let Them Float 2016 i inne.